# لارس بندر
لارس بندر (آلمانی: Lars Bender؛ زادهٔ ۲۷ آوریل ۱۹۸۹) بازیکن سابق فوتبال اهل آلمان است. او برادر دوقلو سون بندر دیگر بازیکن سابق فوتبال است.

## خداحافظی از فوتبال
او و برادر دوقلویش، سون بندر، در انتهای فصل ۲۰۲۱-۲۰۲۰ بازنشستگی خود از فوتبال را اعلام کردند.